# Sunday Assembly
Sunday Assembly är en sammanslutning av icke-religiösa församlingar som bildats i en handfull länder, främst i Storbritannien och USA. Den första församlingen startade i London i januari 2013 på initiativ av ståupp-komikerna Sanderson Jones och Pippa Evans. De ville skapa en form av söndagsfirande utan religiösa inslag. Församlingen fick snabbt många efterföljare i England, USA och andra länder.

## Historik
Rötterna till Sunday Assembly kan sökas i den nyateism som framträdde mot slutet av 1900-talet i Storbritannien och USA, med företrädare som Richard Dawkins och Christopher Hitchens. Det finns dock en avgörande skillnad; Sunday Assembly är inte antireligiös utan icke-religiös. I Sunday Assembly vänder man sig inte mot gudstro, man pratar helt enkelt inte om någon gud. En annan föregångare har sagts vara författaren Alain de Bottons rörelse School of Life som startade 2008 och som erbjuder utbildning i ”livskunskap”. Sunday Assembly har också likheter med andra sammanslutningar, exempelvis Humanisterna i Sverige.
Jones och Evans ville behålla det man såg som värdefullt i den traditionella kyrkan, inte minst gemenskapen med andra medlemmar. När man startade den första församlingen i London 2013 skedde det rent av i en avsakraliserad kyrka.  Den nya ”ateistiska kyrkan”, som den först kallades, fick stort genomslag i media och nya fristående församlingar bildades snabbt runt om i Storbritannien, USA och andra länder. Sanderson Jones besökte många länder, däribland Sverige, för att sprida idén. Två år efter starten fanns 180 församlingar på fem kontinenter. Många av dessa blev mycket kortlivade. 2017 kvarstod drygt sjuttio församlingar, de flesta i Storbritannien och USA och ett mindre antal i Tyskland, Nederländerna, Kanada, Australien och Nya Zeeland.
Varje församling kan bestå av några hundra medlemmar men även icke-medlemmar deltar i söndagssammankomsterna. Församlingarna är fristående och kan organiseras på olika sätt, men kan ses som en sorts franchisetagare som måste ställa upp på vissa principer. Man har ett motto, Lev bättre, hjälp ofta, förundras mer, och ett tiopunktsprogram som börjar:
1. En hundraprocentig hyllning till livet. Vi kommer ur intet och försvinner i intet. Låt oss njuta det tillsammans.
2. Fritt från doktriner. Vi kan ta till oss av kunskap från olika håll.
3. Har ingen gud. Vi sysslar inte med det övernaturliga men fördömer heller ingen som gör det.

## Söndagssammankomsterna och annan verksamhet
Sunday Assembly brukar hålla sammankomster varannan söndag. Man har behållit strukturen i den traditionella kyrkans gudstjänster. I stället för psalmer sjunger man popsånger tillsammans och i stället för predikan lyssnar man till ett kort föredrag (som kan påminna om TED talks) om etiska eller existentiella frågor. Dans, poesiuppläsning, tyst meditation och insamling av kollekt kan förekomma. Stämningen är uppsluppen. Sammankomsten varar ungefär en timme och efteråt serveras te eller kaffe.
Inom församlingarna kan bildas mindre grupper som träffas på vardagskvällar för att prata om något specialintresse eller diskutera böcker man läst.

## Medlemmar
Sunday Assembly har främst lockat en urban medelklass med rötter i den kristna kulturen. Medlemmarna i Londonförsamlingen säger självironiskt att de alla är hipsters som läser den liberala tidningen The Guardian och handlar i Waitrose-affärer (kända för sin ekologiska mat och sin etiska hållning). 

### Huvudsaklig källa
- Bullock, Josh (2017). The Sociology of the Sunday Assembly (e-bok). London: Kingston University. OCLC 1063544862

### Kompletterande källor
- ”A dictionary of atheism”. Oxford Reference. Läst 4 juli 2020.
- Sonn Lindell, Oskar (2015). ”När robotmåsarna anfaller”. Filter (42 (21 januari 2015)): sid. 46-64.
- Undéhn, Carl (22 december 2014). ”De vill fira livet - utan Gud”. Svenska Dagbladet.